# Tossal d'en Cervera
El Tossal d'en Cervera és una muntanya de 1.348 metres situada entre el municipi de la Sénia, a la comarca catalana del Montsià (Catalunya) i el de la Pobla de Benifassà al Baix Maestrat (País Valencià).